# Dolomia di Forni
La Dolomia di Forni, è una formazione geologica presente nel nord-est dell'Italia, del Triassico superiore ( Norico) principalmente costituita da litologia dolomitica. Questa formazione si è originata dalla deposizione  un ambiente marino lagunare a  basso fondale.

## Contenuto paleontologico
| Pterosauri del Forni Dolostone           | Pterosauri del Forni Dolostone                                                                 | Pterosauri del Forni Dolostone                | Pterosauri del Forni Dolostone | Pterosauri del Forni Dolostone |
| taxa                                     | Presenza                                                                                       | Appunti                                       | immagini                       |                                |
| ---------------------------------------- | ---------------------------------------------------------------------------------------------- | --------------------------------------------- | ------------------------------ | ------------------------------ |
| Genere: - Preondactylus 1. P. buffarinii | 1. Trovato vicino a una piccola chiesa nella valle di Preone della provincia di Udine, Italia. | 1. Resti ossei trovati in un botolo gastrico. |                                |                                |